# La Ròcha de Glun
La Roche-de-Glun és un municipi francès situat al departament de la Droma i a la regió d'Alvèrnia-Roine-Alps. L'any 2007 tenia 3.139 habitants.

## Demografia

### Població
El 2007 la població de fet de La Roche-de-Glun era de 3.139 persones. Hi havia 1.180 famílies de les quals 262 eren unipersonals (118 homes vivint sols i 144 dones vivint soles), 402 parelles sense fills, 475 parelles amb fills i 41 famílies monoparentals amb fills.
La població ha evolucionat segons el següent gràfic:
Habitants censats

### Habitatges
El 2007 hi havia 1.305 habitatges, 1.206 eren l'habitatge principal de la família, 44 eren segones residències i 55 estaven desocupats. 1.171 eren cases i 123 eren apartaments. Dels 1.206 habitatges principals, 930 estaven ocupats pels seus propietaris, 254 estaven llogats i ocupats pels llogaters i 21 estaven cedits a títol gratuït; 13 tenien una cambra, 67 en tenien dues, 133 en tenien tres, 309 en tenien quatre i 684 en tenien cinc o més. 1.008 habitatges disposaven pel capbaix d'una plaça de pàrquing. A 505 habitatges hi havia un automòbil i a 627 n'hi havia dos o més.

### Piràmide de població
La piràmide de població per edats i sexe el 2009 era:
| Homes | Edats   | Dones |
| ----- | ------- | ----- |
| 0     | 95 o +  | 8     |
| 0     | 90 a 94 | 20    |
| 8     | 85 a 89 | 24    |
| 16    | 80 a 84 | 20    |
| 48    | 75 a 79 | 40    |
| 48    | 70 a 74 | 48    |
| 44    | 65 a 69 | 60    |
| 60    | 60 a 64 | 72    |
| 104   | 55 a 59 | 64    |
| 132   | 50 a 54 | 112   |
| 104   | 45 a 49 | 112   |
| 108   | 40 a 44 | 100   |
| 116   | 35 a 39 | 112   |
| 68    | 30 a 34 | 88    |
| 76    | 25 a 29 | 72    |
| 128   | 20 a 24 | 64    |
| 116   | 15 a 19 | 64    |
| 108   | 10 a 14 | 128   |
| 60    | 5 a 9   | 92    |
| 44    | 0 a 4   | 84    |

## Economia
El 2007 la població en edat de treballar era de 2.068 persones, 1.571 eren actives i 497 eren inactives. De les 1.571 persones actives 1.430 estaven ocupades (798 homes i 632 dones) i 141 estaven aturades (59 homes i 82 dones). De les 497 persones inactives 174 estaven jubilades, 155 estaven estudiant i 168 estaven classificades com a «altres inactius».

### Ingressos
El 2009 a La Roche-de-Glun hi havia 1.202 unitats fiscals que integraven 3.159,5 persones, la mediana anual d'ingressos fiscals per persona era de 20.199 €.

### Activitats econòmiques
Dels 155 establiments que hi havia el 2007, 1 era d'una empresa extractiva, 3 d'empreses alimentàries, 1 d'una empresa de fabricació de material elèctric, 13 d'empreses de fabricació d'altres productes industrials, 22 d'empreses de construcció, 42 d'empreses de comerç i reparació d'automòbils, 7 d'empreses de transport, 10 d'empreses d'hostatgeria i restauració, 2 d'empreses d'informació i comunicació, 7 d'empreses financeres, 7 d'empreses immobiliàries, 16 d'empreses de serveis, 17 d'entitats de l'administració pública i 7 d'empreses classificades com a «altres activitats de serveis».
Dels 40 establiments de servei als particulars que hi havia el 2009, 1 era una oficina de correu, 3 oficines bancàries, 7 tallers de reparació d'automòbils i de material agrícola, 1 autoescola, 2 paletes, 5 guixaires pintors, 4 fusteries, 6 lampisteries, 1 electricista, 3 perruqueries, 3 restaurants, 2 agències immobiliàries i 2 salons de bellesa.
Dels 7 establiments comercials que hi havia el 2009, 1 era una gran superfície de material de bricolatge, 1 una botiga de més de 120 m², 2 fleques, 1 una botiga d'equipament de la llar, 1 una botiga de material esportiu i 1 una floristeria.
L'any 2000 a La Roche-de-Glun hi havia 34 explotacions agrícoles que ocupaven un total de 837 hectàrees.

## Equipaments sanitaris i escolars
L'únic equipament sanitari que hi havia el 2009 era una farmàcia.
El 2009 hi havia 1 escola maternal i 1 escola elemental.

## Poblacions més properes
El següent diagrama mostra les poblacions més properes.